# 教會對非基督宗教態度
《教會對非基督宗教態度》（拉丁語：Nostra Aetate）宣言是梵蒂岡第二屆大公會議所發布的一項正式文件，依照聖座文獻的命名原則取前二字為其名稱為「Nostra Aetate」，直譯為《在我們的時代》，為該次大公會議發表的三篇宣言之一。該文件是梵蒂岡第二屆大公會議試圖為天主教與其他宗教交流時態度訂立正式立場而發布的。該文獻在梵蒂岡第二次大公會議的第三會期中於1964年11月25日通過，並於1965年10月28日由教宗保祿六世發布。名稱中的教會是指天主教會，而非泛指所有基督宗教的教會。
該文獻的前身是《對猶太人與非基督宗教態度》草案，此為《大公主義》草案的第四章，由於與會主教們對於該涉及反猶太主義的議題感到棘手而難以達成共識，因此在第二會期討論《大公主義》草案時將此章節留待第三會期並由負責的神學小組重新撰寫後再行討論，最後此章節被獨立出來成為一個單獨的宣言，由於與會主教對於反猶主義的反感，因此名稱原有的「猶太人」等字眼也被刪除。

## 內文簡介
該宣言分成五個章節，由緒言開頭後分別以綜論的非基督宗教，與基督宗教有深切關聯的伊斯蘭教和猶太教等兩個亞伯拉罕宗教做闡述，最後以要求教會成員對於其他宗教要抱持友好態度一言做結。
緒言以天主教的立場說明了不論哪個民族，人類都是天主所造的子民，並表示由於對於人生之謎的解答之追求，因此人們尋求了各宗教作為答案的來源。在論述各個非基督宗教時承接了緒言的結尾，說明各民族對於一問題而試圖提出的論述帶來了深切的宗教情懷，並且舉了印度教及佛教為例來說明各宗教為了解讀人生上遇到的疑問而做的努力，其表示了天主教「不會摒棄這些宗教裏的真的聖的因素」，並且規勸信徒們要「以明智與愛德，同其他宗教的信徒交談與合作」。
在討論到伊斯蘭教（回教）時，該宣言採取異中求同的態度，說明穆斯林也同樣崇敬唯一真神，並且雖然不認為耶穌是神、是神之子，但也敬耶穌為先知並尊重其母親瑪利亞。章節的最後則提到天主教與回教曾有的衝突之遺憾，並呼籲信徒們要放下過去，與之和解。以攜手維護公義。對於猶太人的說明的篇幅是整個宣言最大的部分。該宣言說明了猶太人與神的特殊關係，更重要的是反對了對於猶太人殺害耶穌的指控，並且譴責了反猶太主義。
在總結的篇幅中，該宣言以人類皆為弟兄的精神為由反對了任何以種族及膚色或宗教習俗為由造成的歧視，並且呼籲信眾要「在外教人中保持良好的品行」且「與所有的人儘量和平相處」。

## 宗教界觀點

### 天主教
有傳統派人士對該宣言持負面看法。聖庇護十世司鐸兄弟會聲稱這份宣言對天主教與其他宗教之間的關係作出了錯誤的描述，並且充斥着所謂的現代主義思想，例如他們聲稱 印度教視萬物的終向為非人格化的本源，而非人格化的神靈，佛教則主張消滅所謂的自我以使自己融入宇㣙之中，故此它們的哲學觀點與天主教的哲學觀點相去甚遠，又例如他們聲稱天主教與伊斯蘭教在神學觀點上充滿分歧，而且伊斯蘭教始終視天主教等其他宗教為大敵，故此天主教信奉者不應該與伊斯蘭教信奉者合作，再例如他們聲稱《舊約聖經》的地位早已被《新約聖經》取代，故此猶太教信奉者無法憑藉《希伯來聖經》來維持與天主之間的關係，總括而言，這些反動派人士在不少方面上對該宣言作出了嚴厲的抨擊。然而，有正統派人士對相關的質疑作出了回應。
在天主教教內，有保守派人士對該宣言所透露出來的訊息提出了一些質疑，但有正統派人士對此作出了回應，儘管後者承認該宣言的部份內容有模糊之處，不過其聲稱正統的天主教教徒應該對會議在教義方面上的意圖抱持着樂觀的態度，其聲稱其他宗教的教義中可能包含了所謂的「聖言種子」，這些事物使這些宗教得以被納入神意的制轄範圍內，這並不意味着這些宗教本身就能使人獲得救恩，而是意味着它們所包含的這些神聖的元素能夠誘導接受了這些元素的人們走上通向救恩的道路，後者的基礎是基督。
2000年8月6日，教理部發表了被稱為《主耶穌》的一則宣言，這則宣言對《教會對非基督宗教態度》的部份內容的意思作出了澄清。此外，這則宣言解釋了天主教對於不是天主教徒的基督教徒的看法和教會與這些群體之間的關係。這則宣言也抨擊了宗教相對主義，其聲稱原因是它會導向「一個宗教與另一個宗教一樣好」這種信念，而這種信念正是無分別主義的特徵。無分別主義聲稱不論信奉任何宗教 都沒有分別，而這則宣言否定了無分別主義的正確性。這則宣言聲稱只有加入天主教會，才能獲得教恩，無論這種成員資格是普通的（明確的）還是特殊的（隱含的）。2000年10月1日，若望·保祿二世教宗在《三鐘經》中表示，他「以一種特殊的方式」認可了《主耶穌》，他補充説：「這份信條並不否認非基督徒也能獲得救恩，而是指出救恩的最終源頭在於基督，在基督內，人與天主合一。」

## 後續影響
在梵蒂岡第二屆大公會議（梵二）結束後後有兩份文件針對該宣言而先後發布，一則是1974年時由宗座與猶太教關係委員會所發表的《為實施大公會議宣言〈在我們的時代〉的方針與指導》，以及同組織於1985年所發布的《為羅馬天主教於講道及教理講授時論及猶太人與猶太教之正確做法的備忘錄》。
2005年6月9日正值該宣言發布將屆四十周年時，作為紀念活動的一環，教宗本篤十六世接見了猶太教促進各宗教協商國際委員會紐約代表團，並且與同年10月發布了一篇給圣座与犹太教会关系委员会主席卡斯帕枢机的公開文告，藉此重申天主教對猶太教群體的善意。此外，2005年11月10日美國國會通過對於〈教會對非基督宗教態度〉宣言發布40年間對於宗教和解所做的貢獻的表揚。
2013年6月24日教宗方濟各接見猶太教促進各宗教協商國際委員會時曾表示《教會對非基督宗教態度》宣言是「天主教會與猶太子民關係的一個基本指南」。
2015年10月28日，聖座新聞室舉辦了紀念此宣言50周年的記者會，並邀請了其他宗教的代表一起參與以宗教交談為題的教宗公開接見活動。

## 外部連結
- 《教會對非基督宗教態度 （页面存档备份，存于）》宣言中文版全文，由台灣主教團秘書處翻譯
- GUIDELINES AND SUGGESTIONS FOR IMPLEMENTING THE CONCILIAR DECLARATION "NOSTRA AETATE" （页面存档备份，存于） （為實施大公會議宣言《在我們的時代》的方針與指導）
- NOTES on the correct way to present the Jews and Judaism in preaching and catechesis in the Roman Catholic Church （页面存档备份，存于）（《為羅馬天主教於講道及教理講授時論及猶太人與猶太教之正確做法的備忘錄》）
- Message of the Holy Father to the President of the Holy See's Commission for Religious Relations with Jews on the Occasion of the 40th Anniversary of the Declaration Nostra Aetate （页面存档备份，存于），本篤十六世為宣言發布40周年而寫的文告。